# Lopharcha psathyra
Lopharcha psathyra es una especie de polilla de la familia Tortricidae. Se encuentra en Japón en las islas de Kyushu, Honshu y Shikoku.

## Descripción
Hay al menos dos generaciones por año con vuelos en adultos en abril hasta mediados de junio y desde mediados de julio hasta septiembre.

## Alimentación
Las larvas perforaron los frutos de Neolitsea sericea. Tienen una cabeza de color amarillo pardusco y marrón. Las larvas adultas alcanzan una longitud de aproximadamente 13 mm. La pupación tiene lugar en un capullo.